# Береніс Марло
Береніс Марло (фр. Berenice Marlohe; нар. 19 травня 1979) — французька актриса і модель.

## Біографія
Береніс Марло народилась у Парижі. Її мати — француженка, вчителька, а батько — камбоджійсько-китайського походження, лікар.
У 2011 році була затверджена на роль дівчини Бонда у 23-му фільмі серії «бондіани» «007: Координати «Скайфолл»», котрий вийшов у прокат 23 жовтня 2012 року.

## Фільмографія
| Рік       |    | Українська назва            | Оригінальна назва               | Роль                                   |
| --------- | -- | --------------------------- | ------------------------------- | -------------------------------------- |
| 2007      | кф |                             | La discordance                  | Молода жінка                           |
| 2008—2009 | с  | Паризькі історії            | Pas de secrets entre nous       | Інгрід                                 |
| 2000—2009 | с  | Так вчиняють справжні жінки | Femmes de loi                   | Barmaid                                |
| 2006      | с  | Служба розслідувань         | Section de recherches           | Ізабелль Марней                        |
| 2008      | тф | [fr]                        | Le temps est à l'orage          | Алісія                                 |
| 2001—2009 | с  | [fr]                        | Père et maire                   | Кароліна Пайлет                        |
| 2006      | с  | Вбивство по-французьки      | R.I.S. Police scientifique      | Eglantine du Meunier, Femme bijouterie |
| 2006—2010 | с  | Швидка медична допомога     | Équipe médicale d'urgence       | Алексія                                |
| 2010      | тф | Голуб (ТБ)                  | Le pigeon                       | Гравець у гольф                        |
| 2011      | ф  | Мистецтво спокуси           | L'art de séduire                | Спортсменка                            |
| 2012      | ф  | 007: Координати «Скайфолл»  | Skyfall                         | Северин                                |
| 2012      | ф  | Кохання з перешкодами       | Un bonheur n’arrive jamais seul | коханка Лорана                         |
| 2015      | ф  | З 5 до 7                    | 5 to 7                          | Аріель П'єрпонт                        |
| 2017      | ф  | Пісня за піснею             | Song to Song                    | Зої                                    |
| 2017      | ф  | Вимикач                     | Kill Switch                     | Еббі                                   |
| 2017      | ф  | Повстання                   | Revolt                          | Надя                                   |
| 2017      | с  | Твін Пікс: Повернення       | Twin Peaks: The Return          | француженка                            |
| 2019      | ф  | Долина богів                | Valley of the Gods              | Карен Кітсон                           |

## Музичні кліпи
- 2007: кліп Partons vite, виконують Kaolin, режисер Patrick Hernandez
- 2008: кліп J’étais là, виконують Zazie, режисер Denis Thibaud
- 2010: кліп Les Mythomanes, виконує JBL, режисер AMX Picture